# Strålesolhat
Strålesolhat (Rudbeckia fulgida var. deamii) er en staude, der oprindelig stammer fra Nordamerika. Det er den variant af gul solhat (Rudbeckia fulgida), som bedst tåler tørke. Planten er god til bier og svirrefluer. Afskårne blomster holder meget længe i vase.

## Beskrivelse
Strålesolhat er en løvfældende staude, der har en tueagtig vækstform. bladene sidder på stive stængler, og de er elliptiske med groft tandet rand. Oversiden er mørkegrøn og bærer spredte, stive hår, mens undersiden er lysegrøn. Bladribberne er bueformede og dybt forsænkede i bladets overflade. 
Blomsterne ses fra august til slutningen af september, og de sidder på stive stængler, som er højt hævet over bladtuen. Det er typiske kurvblomster med lange, gule randkroner omkring en hvælvet knap af sorte midterkroner. Frøene modner jævnligt, og kan også spire under de rette betingelser.
Rodnettet består dels af en kraftig rodstok og dels af et groft, men tæt forgrenet net af finrødder. 
Højde x bredde og årlig tilvækst: 0,6 × 1,2 m (60 × 5 cm/år).

## Hjemsted
Denne variant af gul solhat findes vildtvoksende på åbne skrænter og i lyse træbevoksninger med Sorghastrum nutans (et prærie-græs) på dybmuldet, fugtbevarende og mineralrig bund i de midtvestlige stater af USA (Ohio, Michigan, Missouri m.fl.).
På Ohios tørre prærier var planten at finde sammen med bl.a. følgende arter i 1835: alleghenyprydløg, amerikansk ceanothus, Delphinium exaltatum (en art af ridderspore), Helianthus giganteus (en art af solsikke), hvid farvebælg, Lespedeza angustifolia (en art af kløverbusk), langakset pragtskær, læderkrone, nyengelsk asters, orange silkeplante, Solidago rigida (en art af gyldenris) og Sorghastrum nutans

## Varianter
De følgende er de varianter, som er anerkendt i den botaniske forskning:
- Rudbeckia fulgida var. deamii – strålesolhat, den mest tørketålende, og den højeste (august-september)
- Rudbeckia fulgida var. fulgida – svarer til artsbeskrivelsen
- Rudbeckia fulgida var. palustris
- Rudbeckia fulgida var. spathulata
- Rudbeckia fulgida var. speciosa – udløberdannende, sen blomstring (august-oktober)
- Rudbeckia fulgida var. sullivantii – stivstilket (august-september) med sorten 'Goldsturm'
- Rudbeckia fulgida var. umbrosa

| Portal | Portal:Botanik |